# Lista de deputados estaduais do Amazonas da 6.ª legislatura
Essa é uma lista de deputados estaduais do Amazonas eleitos para o período 1967-1971. Foram 30 eleitos.

## Composição das bancadas
| Partido | Líder          | Bancada | Posição  |
| ------- | -------------- | ------- | -------- |
| ARENA   | Rafael Faraco  | 20 / 30 | Governo  |
| MDB     | Ismael Benigno | 10 / 30 | Oposição |

## Deputados estaduais
| Número | Deputados estaduais eleitos      | Partido | Votação | Percentual | Cidade onde nasceu    | Unidade federativa |
| 15901  | Francisco Guedes de Queiroz      | MDB     | 2.791   | 3,04%      | Careiro da Várzea     | Amazonas           |
| 11532  | Rafael Faraco                    | ARENA   | 2.642   | 2,88%      | Maués                 | Amazonas           |
| 11782  | Danilo de Aguiar Corrêa          | ARENA   | 2.126   | 2,31%      | Manaus                | Amazonas           |
| 11591  | José Cidade de Oliveira          | ARENA   | 1.986   | 2,16%      | Autazes               | Amazonas           |
| 11664  | Osvaldo Tennyson Chaves Monteiro | ARENA   | 1.959   | 2,13%      | Eirunepé              | Amazonas           |
| 11998  | José Austregésilo Mendes         | ARENA   | 1.931   | 2,10%      | Pauini                | Amazonas           |
| 11136  | Francisco Dorval Vieira          | ARENA   | 1.841   | 2,00%      | Itamarati             | Amazonas           |
| 11422  | Sérgio Pessoa Neto               | ARENA   | 1.807   | 1,97%      | Manaus                | Amazonas           |
| 11959  | Anfremon D'Amazonas Monteiro     | ARENA   | 1.628   | 1,77%      | Beruri                | Amazonas           |
| 11216  | Augusto Pessoa Montenegro        | ARENA   | 1.564   | 1,70%      | Tefé                  | Amazonas           |
| 15881  | Natanael Bento Rodrigues         | MDB     | 1.528   | 1,66%      | São Paulo de Olivença | Amazonas           |
| 11398  | Álvaro Maranhão                  | ARENA   | 1.494   | 1,62%      | Iranduba              | Amazonas           |
| 11155  | Tupinambá de Paula e Sousa       | ARENA   | 1.484   | 1,61%      | Tapauá                | Amazonas           |
| 11793  | Vinícius Monte Conrado Gomes     | ARENA   | 1.414   | 1,54%      | Manaus                | Amazonas           |
| 11646  | João Braga Júnior                | ARENA   | 1.408   | 1,53%      | Santarém              | Pará               |
| 11106  | Wilson Paula de Sá               | ARENA   | 1.400   | 1,52%      | Uarini                | Amazonas           |
| 11160  | Homero de Miranda Leão           | ARENA   | 1.380   | 1,50%      | Maués                 | Amazonas           |
| 15876  | Léa Alencar Antony               | MDB     | 1.356   | 1,47%      | Manaus                | Amazonas           |
| 11154  | Darcy Augusto Michiles           | ARENA   | 1.345   | 1,46%      | Manaus                | Amazonas           |
| 15291  | Alfredo Augusto Pereira Campos   | MDB     | 1.304   | 1,42%      | Barcelos              | Amazonas           |
| 11827  | José Belo Ferreira               | ARENA   | 1.264   | 1,37%      | Manaus                | Amazonas           |
| 15339  | João Bosco Ramos de Lima         | MDB     | 1.250   | 1,36%      | Manaus                | Amazonas           |
| 15783  | Manoel José de Andrade Netto     | MDB     | 1.199   | 1,30%      | Manaus                | Amazonas           |
| 11622  | Júlio Furtado Belém              | ARENA   | 1.182   | 1,28%      | Apuí                  | Amazonas           |
| 11571  | Rossini Barbosa Lima             | ARENA   | 1.141   | 1,24%      | Recife                | Pernambuco         |
| 11531  | Theomário Pinto da Costa         | ARENA   | 1.126   | 1,22%      | Caapiranga            | Amazonas           |
| 15572  | João Valério de Oliveira         | MDB     | 1.111   | 1,21%      | Itacoatiara           | Amazonas           |
| 15973  | Mário da Silva D'Almeida         | MDB     | 992     | 1,08%      | Manacapuru            | Amazonas           |
| 15474  | Ismael Benigno                   | MDB     | 957     | 1,04%      | Manaus                | Amazonas           |
| 15228  | Renato de Souza Pinto            | MDB     | 892     | 0,97%      | Manaus                | Amazonas           |